# Olimpiada Języka Niemieckiego
Olimpiada Języka Niemieckiego w Polsce – przedmiotowa olimpiada szkolna z zakresu języka niemieckiego, skierowana do uczniów szkół ponadgimnazjalnych.
Organizatorem olimpiady jest Wyższa Szkoła Języków Obcych im. Samuela Bogumiła Lindego w Poznaniu.
Zawody zostały podzielone na trzy etapy (stopnie):
- 1. etap (eliminacje szkolne)
- 2. etap (eliminacje okręgowe)
- 3. etap (finał Olimpiady)

Laureaci olimpiady automatycznie otrzymują 100% punktów na maturze z języka niemieckiego.